# 16 (együttes)
A 16 egy amerikai sludge metal együttes. 1992-ben alakultak. A név stilizált alakja: -(16)-

## Története
Alapító tagjai: Bobby Ferry (gitár), Cris Jerue (ének) és Jason Corley (dob). Eredetileg 15 volt a nevük, de miután kiderült, hogy ezen a néven (Fifteen írásmóddal) létezik egy másik együttes is, így 16-ra változtatták a nevüket. Fő zenei hatásukként több zenekart is megjelöltek, például a 7 Seconds punkzenekart, a Bad Brains-t, a Metallicát, a Helmetet, a Jesus Lizardot és az Unsane-t. Hét nagylemezt adtak ki. Az első négy albumukat kicsi, ismeretlen kiadók jelentették meg, 2009 óta a metal zenekarokra szakosodott Relapse Records dobja piacra a lemezeiket.

## Tagok
- Cris Jerue - ének
- Bobby Ferry - gitár
- Barney Firks - basszusgitár
- Dion Thorman - dob

## Korábbi tagok
- Phil Vera - gitár, ének
- Mike Morris - basszusgitár
- Greg Burkhart - basszusgitár
- Nial Mcgaughey - basszusgitár
- Mark Sanger - basszusgitár
- Andy Hassler - dob
- Jason Corley - dob
- Tony Baumeister - basszusgitár
- Mateo Pinkerton - dob

## Diszkográfia
- Curves That Kick (1993)
- Drop Out (1996)
- Blaze of Incompetence (1997)
- Zoloft Smile (2003)
- Bridges to Burn (2009)
- Deep Cuts from Dark Clouds (2012)
- Lifespan of a Moth (2016)
- Dream Squasher (2020)